# Psychotria mamillaris
Psychotria mamillaris är en måreväxtart som beskrevs av Johannes Müller Argoviensis. Psychotria mamillaris ingår i släktet Psychotria och familjen måreväxter. Inga underarter finns listade i Catalogue of Life.